# 平均寿命
平均寿命（へいきんじゅみょう）とは、
- 0歳時における平均余命（Life expectancy at birth, LEB）[1]。
- 不安定な素粒子・原子・原子核などが作られてから、他のものに変化してしまうまでの時間のながさ[1]。

平均寿命の「寿命」とはいわゆる「天寿」ではなく、死因にかかわらず生まれてから死ぬまでの時間である。
各国の人間の平均寿命の具体的な数字については国の平均寿命順リストを参照のこと。

## 人間の平均寿命

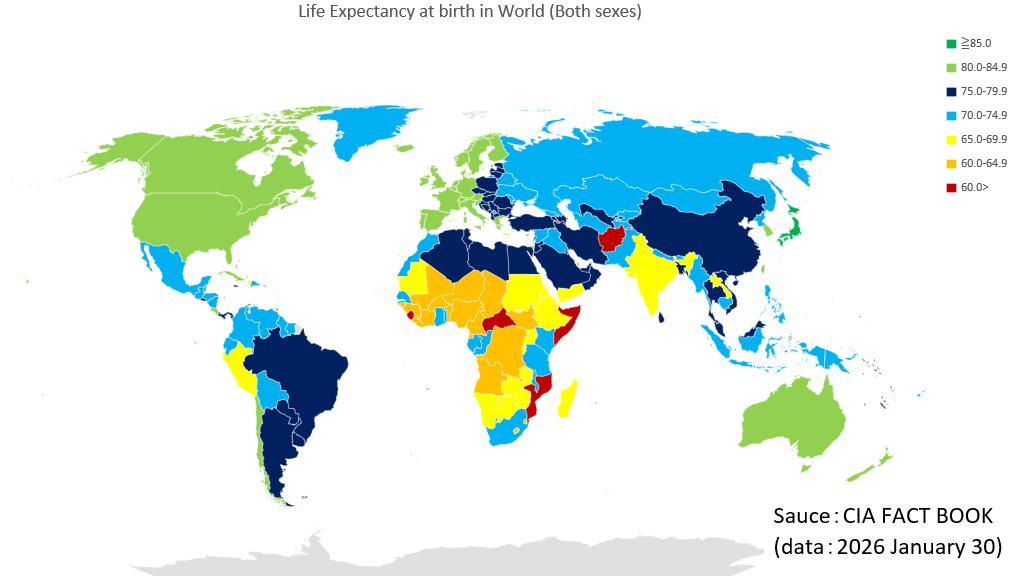
各国の平均寿命（CIA World Factbook 2023 Estimates for Life Expectancy at birth (years).）平均寿命の長さは色別に、緑＞黄緑＞青＞水色＞橙＞黄＞赤となっている。

WHOによる、各国の平均寿命（橙色）と健康寿命（緑色）

人口統計では、定常な（対象となる年の各年齢の死亡率が今後も維持される仮想的な）個体群について平均寿命を求める。つまり、平均寿命とは0歳の平均余命のことである。平均余命は年齢によって異なり、例えば平均寿命が80歳だとしても、今79歳の人が平均であと1年しか生きられないということではないので注意が必要である。
平均寿命は、年齢別の推計人口と死亡率のデータを使い、各年齢ごとの死亡率を割り出す。このデータを基にして平均的に何歳までに寿命を迎えるかを出す。日本の厚生労働省が発表している日本人の平均寿命は、ある程度以上の年齢のデータについては除外して計算している。これは、あまりに少数の高齢の人物のデータを算入すると、その生死によって寿命の統計が大きく影響を受けてしまうからである。データ除外の基準は年度によって異なり、2009年度の調査では98歳以上の男性と103歳以上の女性に関するデータは取り除いている。つまり、日本の「平均寿命」は、正確なデータではなく、実態より短めに計算されていることになる。
平均寿命は個体群によって大きく異なるが、寿命の上限はほとんど変わらないため、平均寿命の違いは人口ピラミッドの形の違いとして現れる。個体群が定常的な場合、山型の人口ピラミッドは低い平均寿命、釣鐘型の人口ピラミッドは高い平均寿命が反映されている。ただし、近年に平均寿命が大きく変化した場合、人口ピラミッドは現在ではなく過去の平均寿命を反映している。また、人口が急増しているときは、人口ピラミッドは山型になる。
寿命の平均である平均寿命に対し、寿命の中央値を寿命中位数という。平均寿命が長い個体群では、若者（特に乳幼児）の死亡がロングテールとなり、平均寿命は寿命中位数より少し（日本では男女とも）低い。逆に、平均寿命が短い個体群では、高齢者がロングテールとなり、平均寿命が寿命中位数より高い。
平均寿命が長くなるということは、それだけ高齢者の数が増えるということを意味する。

### 各国の平均寿命順位
世界保健機関(WHO)の世界保健統計(World Health Statistics)のデータベースによると、2021年の世界の平均寿命は71.4歳（男性68.9歳、女性74.0歳）。発展途上国で乳幼児の死亡率が低下したため、2000年時点より4.6歳延びたものの、高所得国が77.5歳であるのに対して、アフリカ大陸などにある低所得国は53.6歳と、国の経済水準による格差が大きい。
CIA World Factbookによる2023年のデータによると、平均寿命が特に短い国はアフガニスタン、中央アフリカ共和国、ソマリア、モザンビーク、シエラレオネなど。一番短いアフガニスタンは平均寿命が54.05歳であり、男性が52.47歳、女性55.71歳しかない。特に長い国はモナコ	89.64歳（男性85.84歳、女性93.59歳）、シンガポール86.51歳（男性:83.82歳、女性:89.34歳）、マカオ85.16歳（男性:82.28歳、女性:88.18歳）、日本85.00歳（男性:82.11歳、女性:88.06歳)、サンマリノ、カナダなど。つまり、アフガニスタンの平均寿命は、日本の約64%程である。

### 乳幼児以外の平均寿命短縮の要因

OECD各国の医療費と平均寿命

#### 糖尿病
1971年から1980年のデータで糖尿病患者と日本人一般の平均寿命を比べると男性で約10年、女性では約15年の寿命の短縮が認められた。このメカニズムとして高血糖が生体のタンパク質を非酵素的に糖化反応を発生させ、タンパク質本来の機能を損うことによって障害が発生する。この糖化による影響は、コラーゲンや水晶体蛋白クリスタリンなど寿命の長いタンパク質ほど大きな影響を受ける。例えば白内障は老化によって引き起こされるが、血糖が高い状況ではこの老化現象がより高度に進行することになる。同様のメカニズムにより動脈硬化も進行する。また、糖化反応により生じたフリーラジカル等により酸化ストレスも増大させる。

#### 貧富の差
貧富の差も平均寿命に影響を与えており、2018年11月22日のインペリアル・カレッジ・ロンドンによる発表によれば、イギリス国内でも貧困層と富裕層の平均寿命の差が2016年で男性で約9.7年、女性で約7.9年であること、2001年に比べその差が拡大していることが分かった。その原因が、不健康なファーストフード食品より新鮮な野菜や果物の方が価格が高く、貧困層にとって手が届きづらい存在であること、2010年以降の自治体サービスの削減と健康医療関連の資金不足によるものと推測されている。
また、スタンフォード大学などの研究チームが2016年に発表した研究でも、アメリカ国内で所得上位1％の富裕層と所得下位1％の貧困層の平均寿命の差が男性が約15年、女性は約10年あること、2011年～2014年の間その差が拡大していることが分かった。その原因について、教育や健康状態やライフスタイル（前述の新鮮な野菜や果物を食べるより、ファーストフード食品をより多く食べる生活など）の違いによって生じていると推測されている。更に、同じ貧困層でも、住む場所によって違っており、運動が盛んに行われ、喫煙や肥満人口の少ない地域は平均寿命が高く、特に大都市は教育レベルが高く公共福祉制度が充実しているためその傾向にあった。ただし、医療制度の普及度による因果関係が明らかにみられないことも言及している。
そして、日本の場合、東京都が日本の平均健康寿命とほぼ変わらないにもかかわらず、2010年の足立区の健康寿命が東京都に比べ約2年短いことが指摘された。この原因について、経済格差によって生じる食生活の違いが背景にあり、この事実に対して足立区は従来の健康対策から糖尿病の1人当たりの受診件数やの医療費の高さから糖尿病対策に焦点を絞り、野菜を積極的に摂取するように企業や団体の協力を得て取り組んだ結果、東京都との健康寿命の格差が縮小し、2015年において男性は約1.66歳、女性は約1.25歳と減少している。

#### アルコール
アルコールの過剰摂取により平均寿命が短縮することが指摘されている。
ロシア人男性の平均寿命は2000年時点で58.8歳と低所得諸国を下回る水準であった。この原因の一つとして、ウォッカの飲み過ぎによるアルコール過剰摂取が挙げられている（ロシアではストレートで飲むのが普通。ただし、健康的なライフスタイルを志向したり、若年世代の場合はその飲み方をする人は少ない）。ロシアがん研究センターや、イギリスオックスフォード大学が、ランセットで発表したところによると、ロシア人の死亡率はウォッカの規制とともに変動してきたと指摘している。
この状況に対してプーチン大統領は、アルコールに関する規制政策（午後11時～翌朝8時の酒類の店頭販売禁止、ウォッカなどの蒸留酒の小売店最低価格の引き上げ、マスメディアでの広告禁止などの措置）を行った。更に若い世代を中心に、アルコール飲料を飲まないか、アルコール度数の高いウォッカやコニャックよりも、より度数の低いビールやワインを選ぶ人が多くなった。
その結果、1人当たりのアルコール消費量が2003年から2016年にかけて約43%減少し、ロシア男性1人当たりの消費量はWHOの統計より年間19.1L（2016-2018年の3か年平均）とフランスやドイツの男性よりも少なくなった。その影響により、平均寿命は2021年時点で65.6歳と約6.7年延び、上位中所得諸国（約67.0歳）に近い水準となっている。

#### 大気汚染と喫煙
大気汚染や喫煙も寿命を縮める原因になっていると指摘されている。
2020年3月3日に欧州心臓病学会による発表によれば、世界全体の平均寿命に対して喫煙は約2.2年に対して、大気汚染は喫煙よりも多い約3年で寿命が縮まることが指摘された。そして、大気汚染が喫煙よりより多く縮めさせる大きな要因は大気汚染によって引き起こされる病気のうち、心血管疾患であり、化石燃料の使用を止めて大気汚染が減少すれば、世界の平均寿命が約1年延びると推計されている。

#### コロナウイルス感染症2019
2019年以降、世界に拡大したコロナウイルス感染症2019は、短期間のうちに多くの死者を出したことから世界各国の平均寿命にも影響を与えた。アメリカ合衆国の例では、2019年に78.8歳だった平均寿命は、2020年には平均寿命は77.0歳まで低下し、2021年には76.6歳まで低下した。
日本では、2019年から2022年にかけて男性は81.41歳から81.05歳、女性は87.45歳から87.09歳とそれぞれ0.36歳低下し、コロナウイルス感染症2019流行の影響が大きいと厚生労働省はコメントしている。

## 他の生物の平均寿命
動物の場合、人間のような正確な統計計算はせず、平均寿命は概数として言うことが多い。野生動物では、幼生の高い死亡率が平均寿命を著しく引き下げる。これを「意味のない数値」と見なして、ある程度成長した個体のみの寿命を平均する場合もある。
犬の場合
参考までに、一例として、身近なペットの一種、犬を選び、平均寿命について解説する。犬は犬種ごとに平均寿命が異なることが広く指摘されている。たとえば「小型犬 / 中型犬 / 大型犬」といったざっくりとした分類でも、平均寿命の違いがあることが知られており、それぞれの大きさの平均寿命を考慮した、「犬→人 年齢換算表」のようなものも知られている。
2001年、獣医疫学雑誌に発表された論文(城戸ほか(2001))によれば、（日本の）犬の平均寿命が11.9歳。純血種と雑種（ミックス犬）の比較では、純血種が11.3歳、雑種が13.3歳であった。
なお、犬の平均寿命はここ数十年で急激に変化してきており、1983年（昭和58年）に石垣恒（現・一般社団法人ペットフード協会会長）が私的に行った調査では、犬の平均寿命は7.5歳だったという。つまり、最近30年ほどで、犬の平均寿命は2倍ほどに延びた可能性が高い。ペットをどのように育てるか、ということが変化してきており、特に大きな要因として犬に与える食事の変化が挙げられ、かつては人間の食事の「残りもの」を与えていた（ので犬には合っておらず）、その後、犬独特の栄養事情も考慮した犬専用の餌（ドッグフード）の普及率が高くなったこと（昭和62年で20.9%、近年では90%以上）が大きい、と分析されている。

## 素粒子・放射性同位体の平均寿命
素粒子や放射性核種などでは、平均寿命はそれらが自然対数の底の逆数まで減少するのにかかる時間のことであり、下に示すように崩壊定数 λ とは逆数の関係にある。また、半減期とは平均寿命に比例関係あり、平均寿命の ln(2) ≈ 0.693 倍が半減期に相当する。
平均寿命を τ、崩壊定数を λ として示すと次式になる。
{\displaystyle \tau =\int _{0}^{\infty }e^{-{\lambda }t}dt}
この定積分は広義積分であるから
{\displaystyle F(\infty )-F(0)=\lim _{t\rightarrow \infty }{-{\frac {1}{\lambda }}}e^{-\lambda \times t}-(-{\frac {1}{\lambda }}e^{-\lambda \times 0})}
これを計算すると
{\displaystyle 0+{\frac {1}{\lambda }}={\frac {1}{\lambda }}=\tau }
と平均寿命との関係が得られた。あるいは半減期の導出同様、平均寿命が経過すると自然対数の底の逆数にまで減少する関係から
{\displaystyle {\frac {1}{e}}=e^{-\lambda \times \tau }}
とおいてもこれをτについてとくことによって、まず両辺の自然対数をとり
{\displaystyle -1=-\lambda \times \tau }
{\displaystyle \therefore {\frac {-1}{-\lambda }}={\frac {1}{\lambda }}=\tau }
のようにして得られる。また半減期 t1/2 は
{\displaystyle t_{1/2}={\frac {\ln(2)}{\lambda }}\simeq {\frac {0.693}{\lambda }}}
であるが、これを平均寿命と崩壊定数との関係式と見比べれば、確かに ln(2) 倍していることがわかる。
詳しい式導出は放射壊変の微分方程式も参照せよ。この微分方程式の解の時間に半減期を代入して半減期について解けば、半減期と崩壊定数の関係式が、上でもやったように平均寿命を代入すれば、平均寿命との関係式が得られるわけである。
また、次のような理解の仕方もできる。
少数の長生きする粒子が平均を引き上げるため、平均寿命は半減期より長い。素粒子に限らず、一般に、無記憶な個体の群ではこの関係が成り立つ。

## その他の平均寿命
工業製品の場合は、「平均使用年数」、「平均耐用年数」などと言うことが多い。実際の使用実績を述べる場合と、予想を述べる場合とがある。